# Corriente noruega

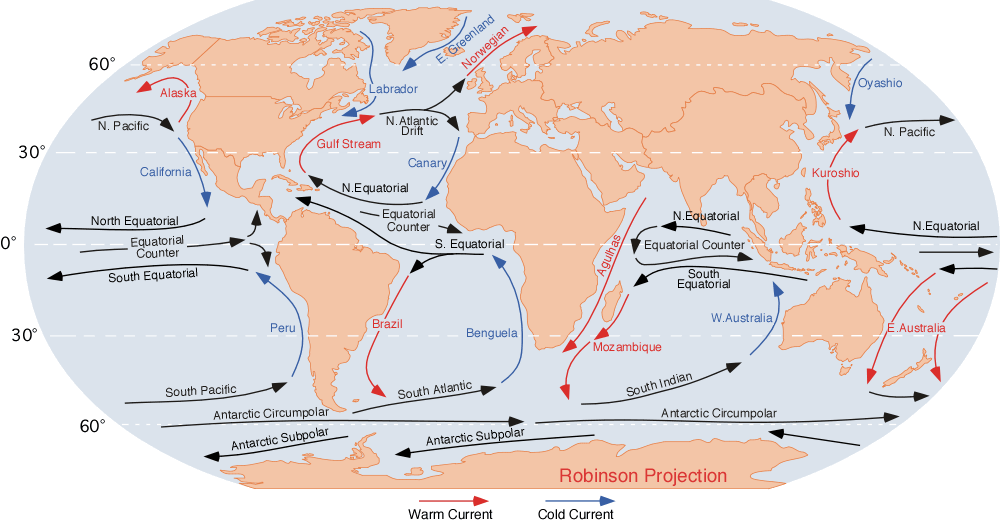
La dirección de la corriente noruega en el mapa.

La corriente noruega (también conocida como la corriente costera noruega) es una corriente marina que fluye superficialmente en dirección noreste a lo largo de la costa atlántica de Noruega a profundidades hasta de 50 y 100 metros con velocidades mayores en la superficie y gradualmente más lentas a medida que aumenta dicha profundidad. Contrasta con la corriente del Atlántico Norte debido a que es más fría y tiene menos sal en ella, teniendo la mayor parte de su agua proveniente del Agua salobre del mar Báltico así como de los ríos y fiordos noruegos. Es, sin embargo, considerablemente más cálido y salado que el océano Ártico. Las temperaturas invernales en la corriente noruega se encuentran típicamente entre 2 y 5 °C mientras que la temperatura del agua atlántica supera los 6 °C.
La corriente costera de Noruega procede del norte de Escocia, rodea la costa de Noruega y acaba en el mar de Barents. La guía el viento, que "amontona" agua a lo largo de la costa noruega por los vientos de dirección suroeste lo que crea elevación y así las diferencias de presión, pero también la mueve la distribución de salinidad que a su vez crea gradientes de densidad.
Está compuesta principalmente por agua que sale del mar Báltico (50% de producción de agua dulce), que fluye a través del estrecho de Skagerrak y va a parar al mar del Norte (10% de producción de agua dulce), uniéndose con una fracción de la corriente del Golfo. El mar del Norte forma la tercera producción más grande de agua dulce-salobre precedida por las producciones de los fiordos y ríos de Noruega (40% de producción de agua dulce).